# Amalia von Degenfeld

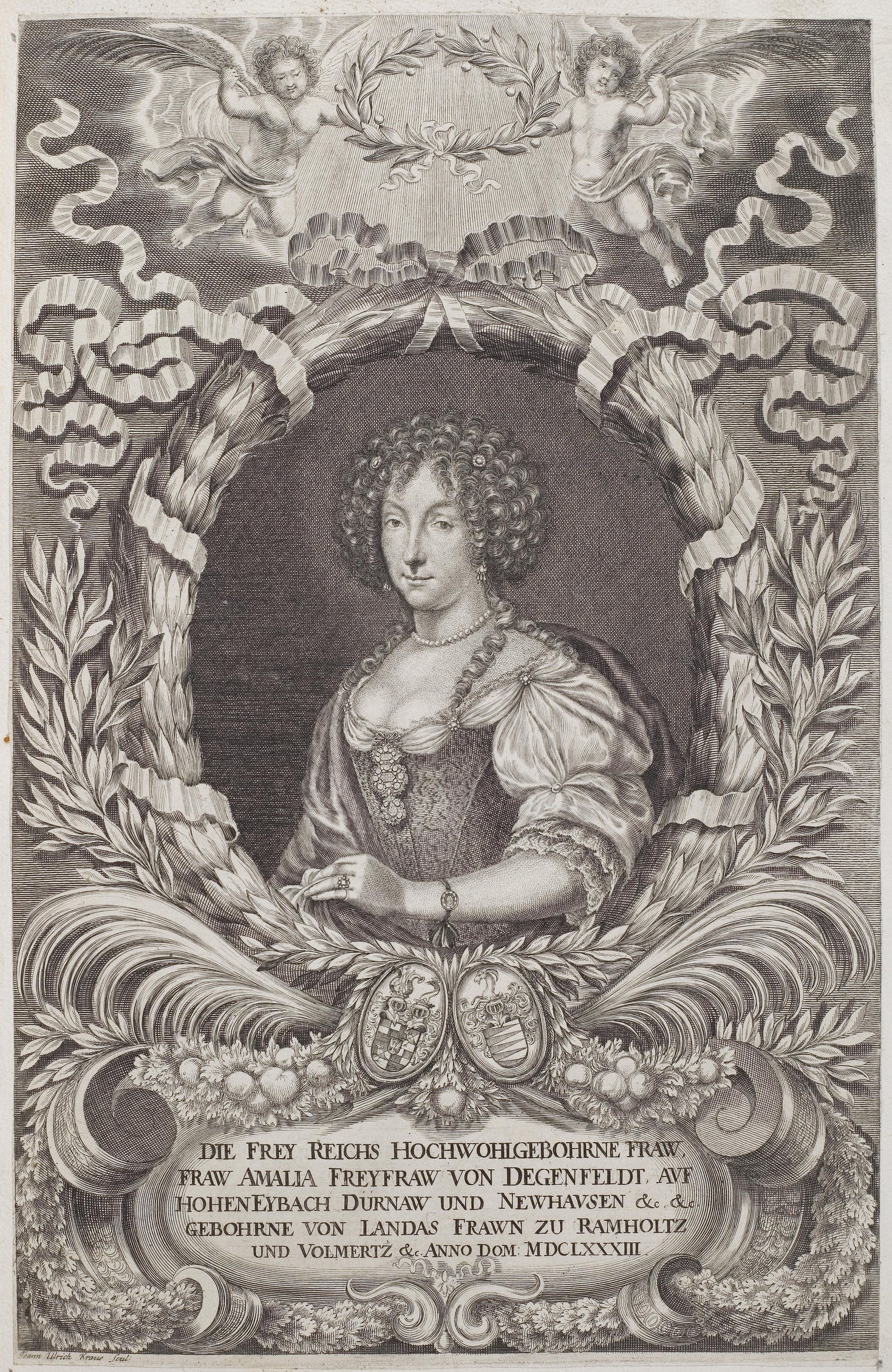
Amalia von Degenfeld

Amalia von Degenfeld, Geburtsname Amalia von Landas (* 29. Oktober 1647 in London; † 24. Dezember 1683) war Kammerfräulein der Prinzessin Elisabeth Charlotte von der Pfalz (bekannter als „Liselotte von der Pfalz“); durch Heirat Freifrau von Degenfeld und Gemahlin des Oberamtmannes zu Neustadt an der Weinstraße, dem Bruder der Marie Luise von Degenfeld; Pfälzer Raugräfin und morganatische Gattin von Kurfürst Karl I. Ludwig (Pfalz). 

## Leben und Familie
Sie wurde als Amalia von Landas geboren und war die Tochter des kurpfälzischen Geheimen Rates, Hofmarschalls und Fauts des Oberamtes Heidelberg Friedrich von Landas († 1676) sowie dessen Gemahlin Amalia von Hammerstein. Die Familie bekannte sich zum reformierten Glauben und stammte ursprünglich aus dem Hennegau; der 1653 in Heidelberg verstorbene Großvater Karl von Landas war noch in Tournai geboren.
Amalia von Landas kam in London zur Welt, wo sich ihre Eltern zusammen mit dem Kurfürsten Karl I. Ludwig im Exil aufhielten. Nach dem Westfälischen Frieden von 1648 kehrte der Pfälzer Herrscher nach Heidelberg zurück; mit ihm kam 1649 auch Familie von Landas wieder in die Kurpfalz. Amalia wuchs in Heidelberg auf, ihr Vater genoss am Hof hohes Ansehen und war sehr einflussreich. 1662 wurde sie Kammerfräulein der Prinzessin Elisabeth Charlotte von der Pfalz, genannt „Liselotte von der Pfalz“. In deren Biografie Madame Liselotte von der Pfalz, von Mathilde Knoop, ist festgehalten, dass Amalias gleichnamige Mutter in die Erziehung Liselottes einbezogen war. Die Prinzessin habe es beeindruckt, wie diese beim gemeinsamen Beten des Vaterunser stets die Passage „...wie auch wir vergeben unseren Schuldigern...“ wegließ, da sie sich ehrlich eingestand, dass sie ihren Schuldigern nur schwer vergeben konnte.
Am 30. September 1671 heiratete Amalia von Landas, auf dem Heidelberger Schloss, Maximilian Freiherr von Degenfeld, Sohn des Generals Christoph Martin von Degenfeld (1599–1653). Maximilian von Degenfeld war der Bruder von Ferdinand von Degenfeld (1629–1710), kurpfälzischer Kriegsrat bzw. Landesstatthalter und von Marie Luise von Degenfeld (1634–1677), Raugräfin und morganatische Gattin des Pfälzer Kurfürsten Karl I. Ludwig. Bei der Hochzeit wurde Amalia von Landas durch Kurfürst Karl I. Ludwig persönlich geführt, während Herzog Ernst August von Braunschweig-Calenberg ihren Bräutigam zum Altar geleitete.
Durch die enge Verflechtung von Bruder und Schwester mit dem Kurfürsten avancierte Maximilian von Degenfeld 1672 zum Kammerherrn, Oberstleutnant der kurfürstlichen Leibgarde, Oberamtmann von Neustadt an der Haardt (heute Neustadt an der Weinstraße) und zum Administrator (Verwalter des Klostergutes) der aufgelösten Abtei Limburg.

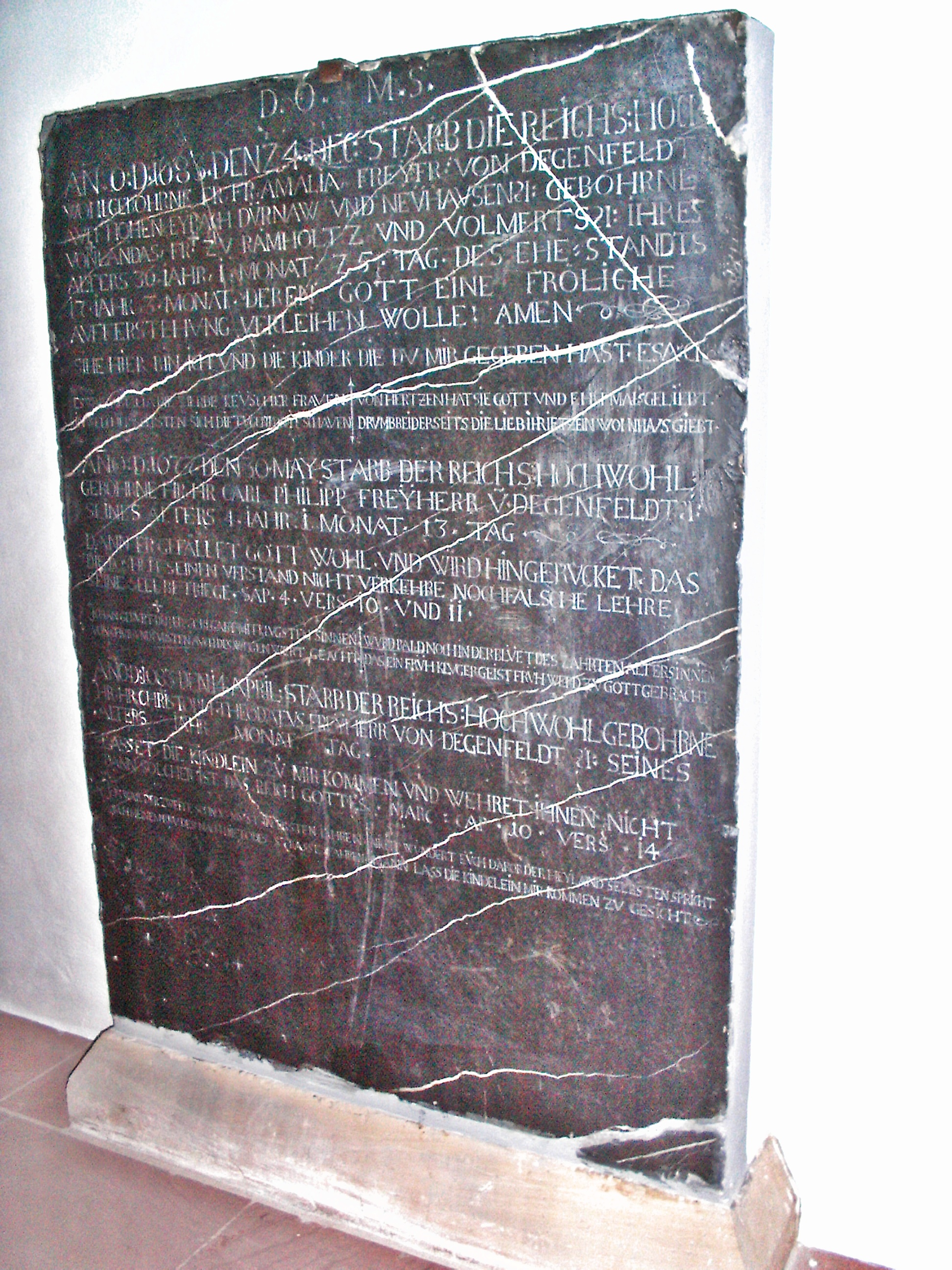
Grabplatte in der Stiftskirche (Neustadt an der Weinstraße)

Amalia von Degenfeld starb laut ihrer Grabinschrift (vermutlich in Neustadt) am Heiligen Abend des Jahres 1683, im Alter von 36 Jahren. Sie hatte in ihrem Todesjahr dort noch eine silberne Taufgarnitur für die evangelische Gemeinde gestiftet. Die Adelige wurde in der Stiftskirche (Neustadt an der Weinstraße) bestattet und erhielt eine Grabplatte aus schwarzem Marmor, auf der auch ihre beiden Söhne Carl Philipp von Degenfeld († 1677, mit vier Jahren) und Christoph Theodatus von Degenfeld († 1683 mit 1 Jahr) vermerkt sind. In der Grabinschrift heißt es u. a. sie habe Gott und ihren Ehegemahl von Herzen geliebt. Die Leichenrede des Mannes konstatiert 1697, er habe mit ihr „in höchster Herzens-Vergnügung seinen Ehestand geführet“ und sei durch den Verlust der Gattin in „Herzensbetrübnis“ geraten, „welche dann viele harte und gefährliche Krankheit nach sich gezogen und seine Kräfte sehr geschwächet“. 
Die Grabplatte der Amalia von Degenfeld dürfte ehedem waagerecht im Fußboden gelegen haben, heute steht sie aufgerichtet in der nördlichen Seitenkapelle des katholischen Stiftskirchenchores. Nachdem die Stiftskirche Neustadt durch die Kurpfälzische Religionsdeklaration von 1705 geteilt worden war, der Chor den Katholiken zufiel und jener Bereich von den neu dort angesiedelten Jesuiten verwaltet wurde, nutzten diese die Grabplatte der Amalia von Degenfeld als  Altarstein eines ihrer Seitenaltäre. Dies ist noch deutlich an den nachträglich in die Inschrift eingehauenen fünf Kreuzen erkennbar, mit der alle Altarsteine katholischer Altäre bei der Weihe gezeichnet werden. 
Der Witwer Maximilian von Degenfeld blieb Neustadter Oberamtmann bis 1691, dann wirkte er als Diplomat für die Kurpfalz in Frankfurt am Main, wo er 1697 verstarb. Am 23. September 1686 verheiratete er sich zu Hannover in 2. Ehe mit Margaretha Helene Freiin von Canstein (1665–1746). Sein Sohn aus zweiter Ehe, Christoph Martin von Degenfeld-Schonburg (1689–1762), wurde preußischer General und Kriegsminister.
Die Tante von Amalia von Degenfeld (Schwester ihrer Mutter), Anna Amalia von Hammerstein, konvertierte zur katholischen Kirche, trat als Nonne in das Kloster der Annuntiatinnen zu Düren ein und wurde 1653 die erste Ancilla (Oberin) des Tochterklosters in Andernach.